# Paxillus camerani
Paxillus camerani es una especie de coleóptero de la familia Passalidae.

## Distribución geográfica
Habita en Ecuador, Guayana Francesa, Perú Colombia y Brasil.